# ألوين كوكلر
ألوين كوكلر (بالألمانية: Alwin H. Küchler)‏ (و. 1965 – م) هو مصور سينمائي من ألمانيا. ولد في دوسلدورف.

## وصلات خارجية
- ألوين كوكلر على موقع IMDb (الإنجليزية)
- ألوين كوكلر على موقع قاعدة بيانات الأفلام العربية
- ألوين كوكلر على موقع ألو سيني (الفرنسية)
- ألوين كوكلر على موقع ميوزك برينز (الإنجليزية)
- ألوين كوكلر على موقع أول موفي (الإنجليزية)
- ألوين كوكلر على موقع قاعدة بيانات الأفلام السويدية (السويدية)
- ألوين كوكلر على موقع ديسكوغز (الإنجليزية)
- ألوين كوكلر على موقع قاعدة بيانات الفيلم (الإنجليزية)
- ألوين كوكلر على موقع كينوبويسك (الروسية)